# Сан Ђорђо II
Сан Ђорђо II је насеље у Италији у округу Сиракуза, региону Сицилија.
Према процени из 2011. у насељу је живело 28 становника. Насеље се налази на надморској висини од 34 м.